# Похищение Европы (картина Тициана)
«Похищение Европы» (итал. Il ratto di Europa) — картина итальянского живописца Тициана Вечеллио, одного из крупнейших представителей венецианской школы. Создана между 1560 и 1562 годами. С 1896 года хранится в коллекции Музея Изабеллы Стюарт Гарднер в американском Бостоне.

## История
«Похищение Европы» — одна из семи так называемых «поэзий» Тициана, картин, созданных в XVI веке для испанского короля Филиппа II на мифологические темы. Идея полотен была навеяна поэмой Овидия «Метаморфозы».
Остававшуюся полвека картина хранилась в Испании, после чего её, а также полотна «Диана и Каллисто» и «Диана и Актеон», в 1704 году король Филипп V даровал французскому послу, который в свою очередь презентовал их Филиппу II, герцогу Орлеанскому, регенту Франции во время царствования малолетнего короля Людовика XV. Произведение оставалось в Орлеанской коллекции вплоть до конца XIX века, пока в 1896 году от имени американского филантропа и коллекционера Изобеллы Стюарт Гарднер его не приобрёл для вновь учреждённой галереи искусствовед Бернард Беренсон. В этом же музее она хранится в настоящее время.

## Описание
Название картины отсылает к мифологической истории похищения дочери финикийского царя Европы Зевсом. На своём полотне Тициан изобразил верховного древнегреческого божества в виде белого быка, несущегося на гребне волны. На его спине прекрасная Европа, держась одной рукой за рог, второй пытается привлечь внимание красным шарфом оставшихся на берегу подруг.

## «Поэзии» Тициана

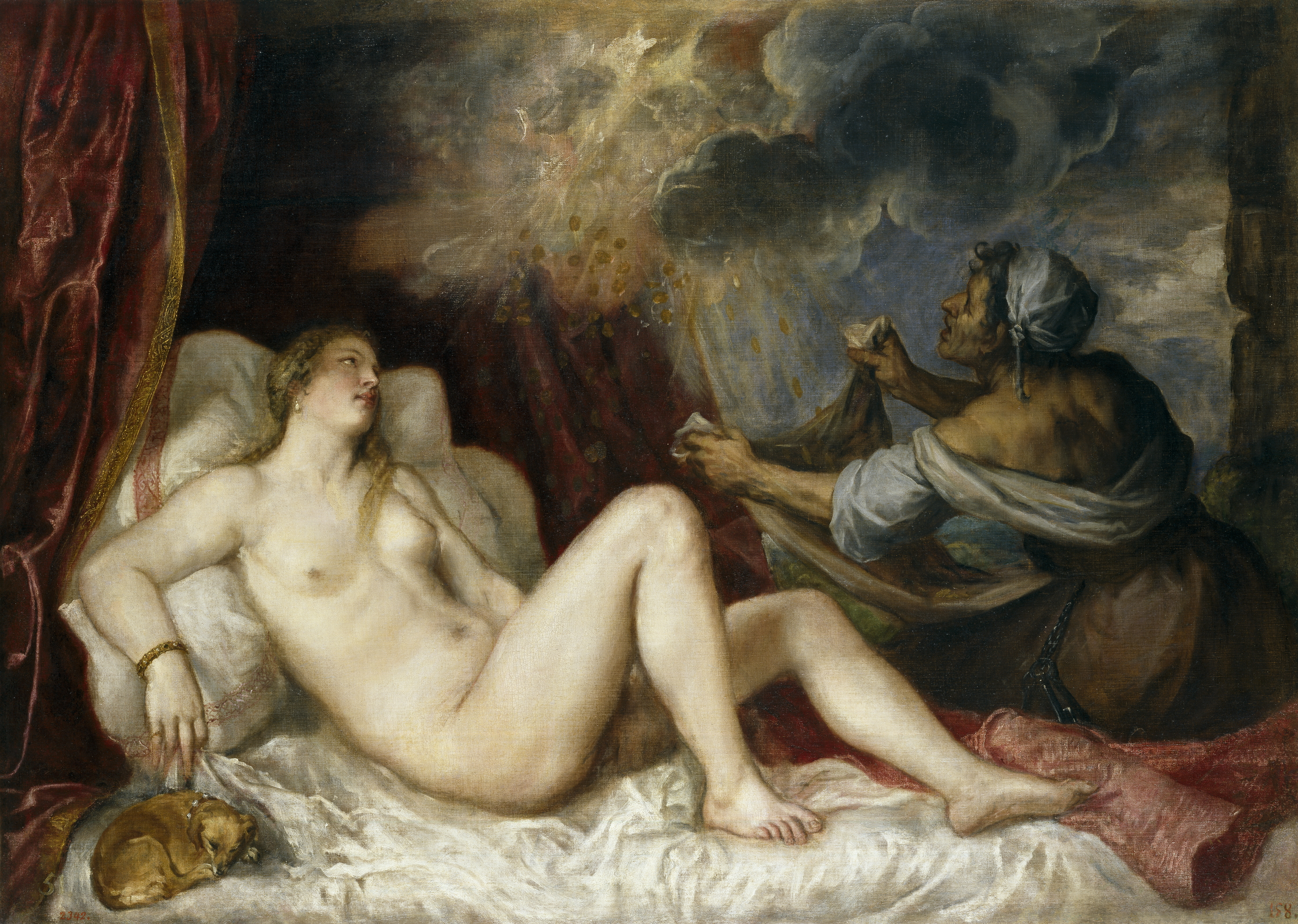
«Даная»
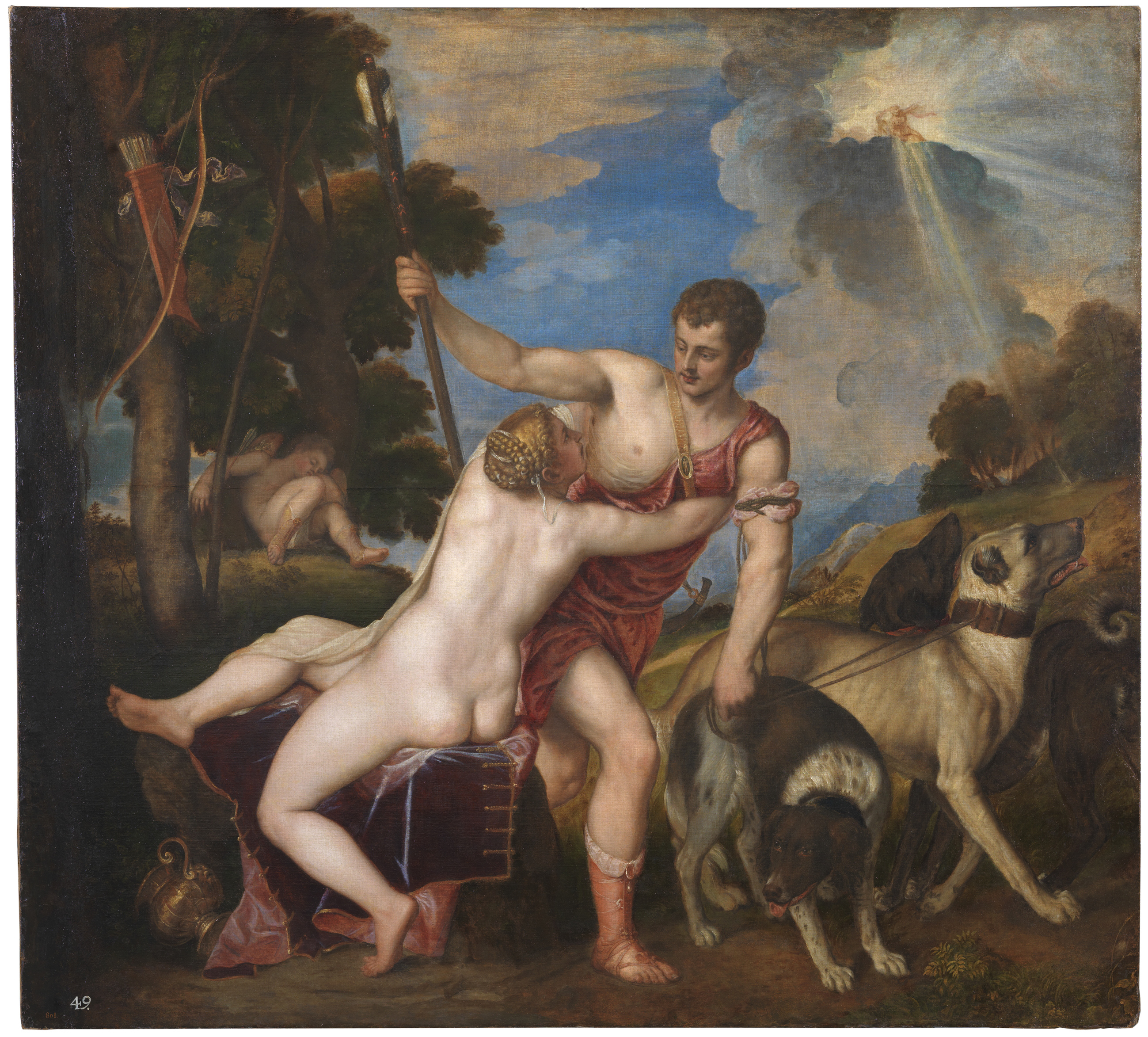
«Венера и Адонис»
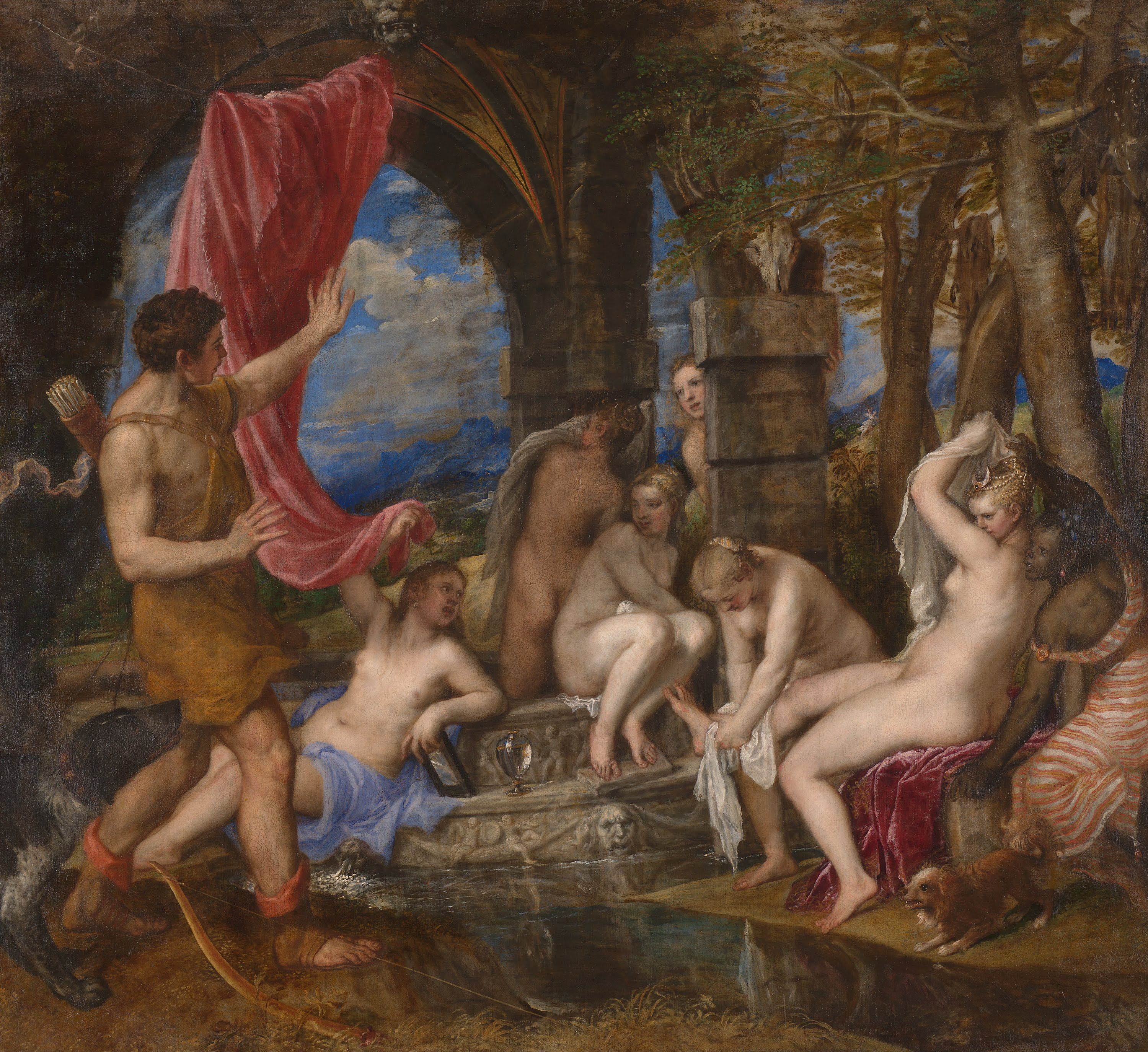
«Диана и Актеон»
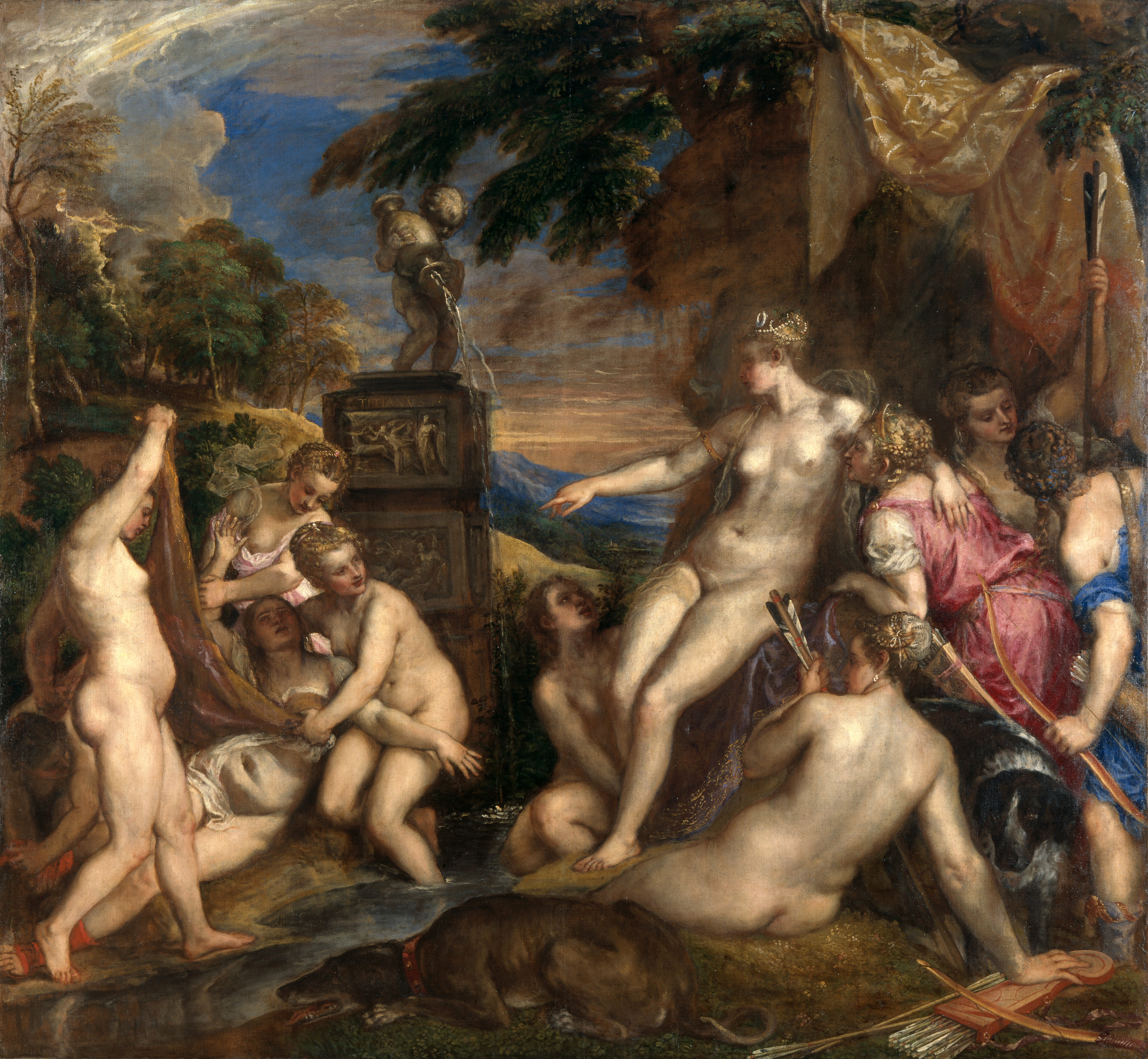
«Диана и Каллисто»
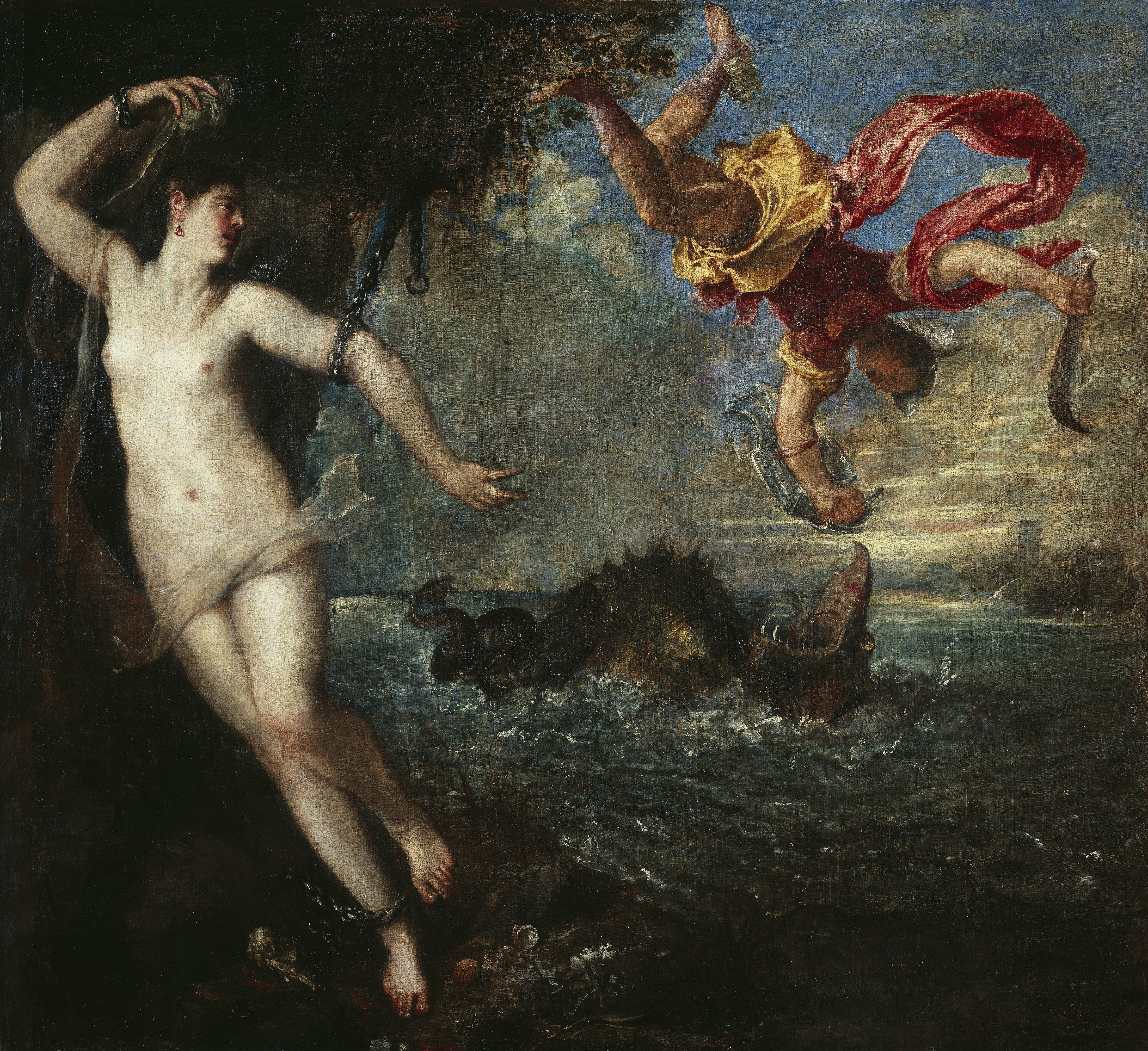
«Персей и Андромеда»
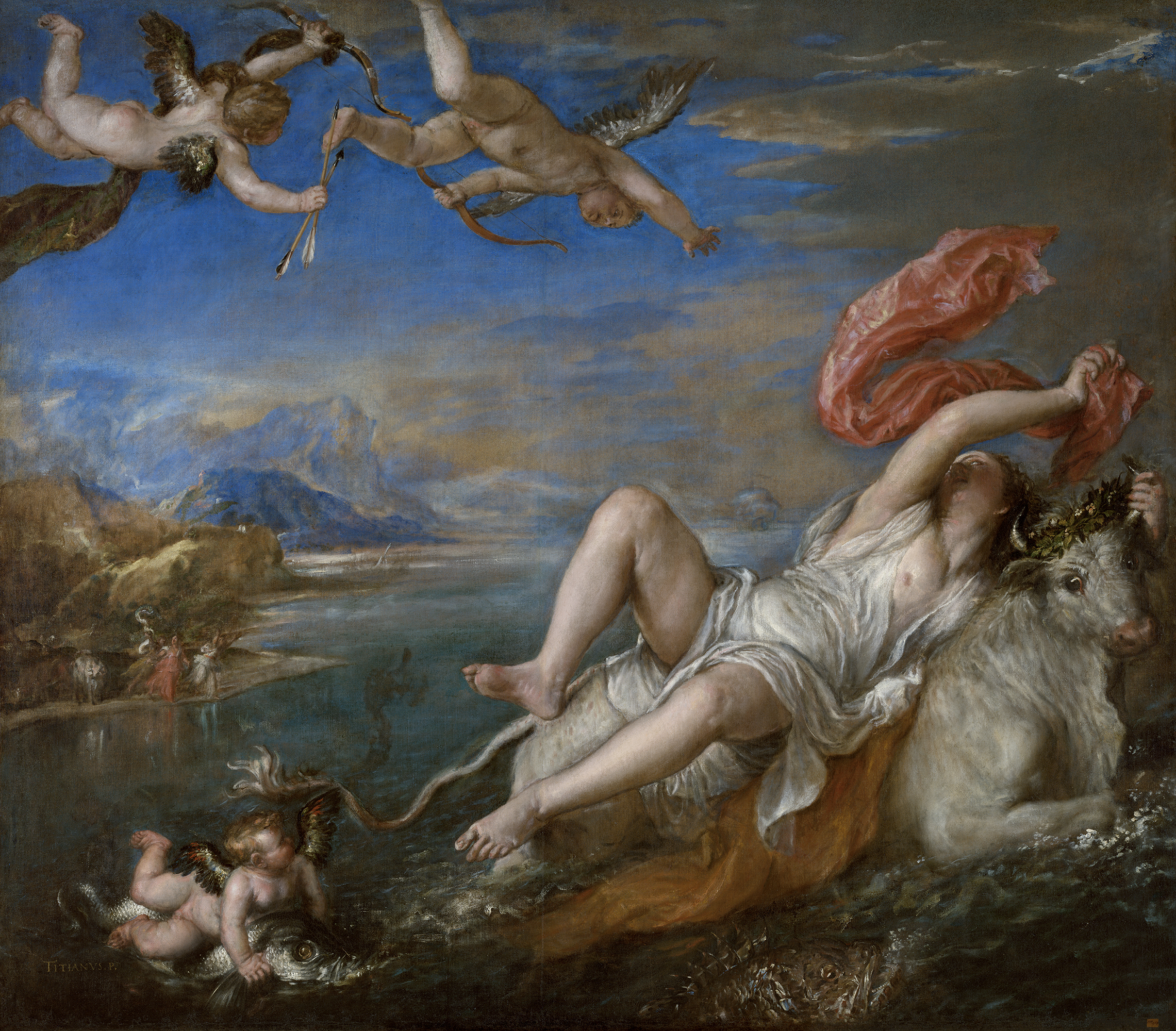
«Похищение Европы»
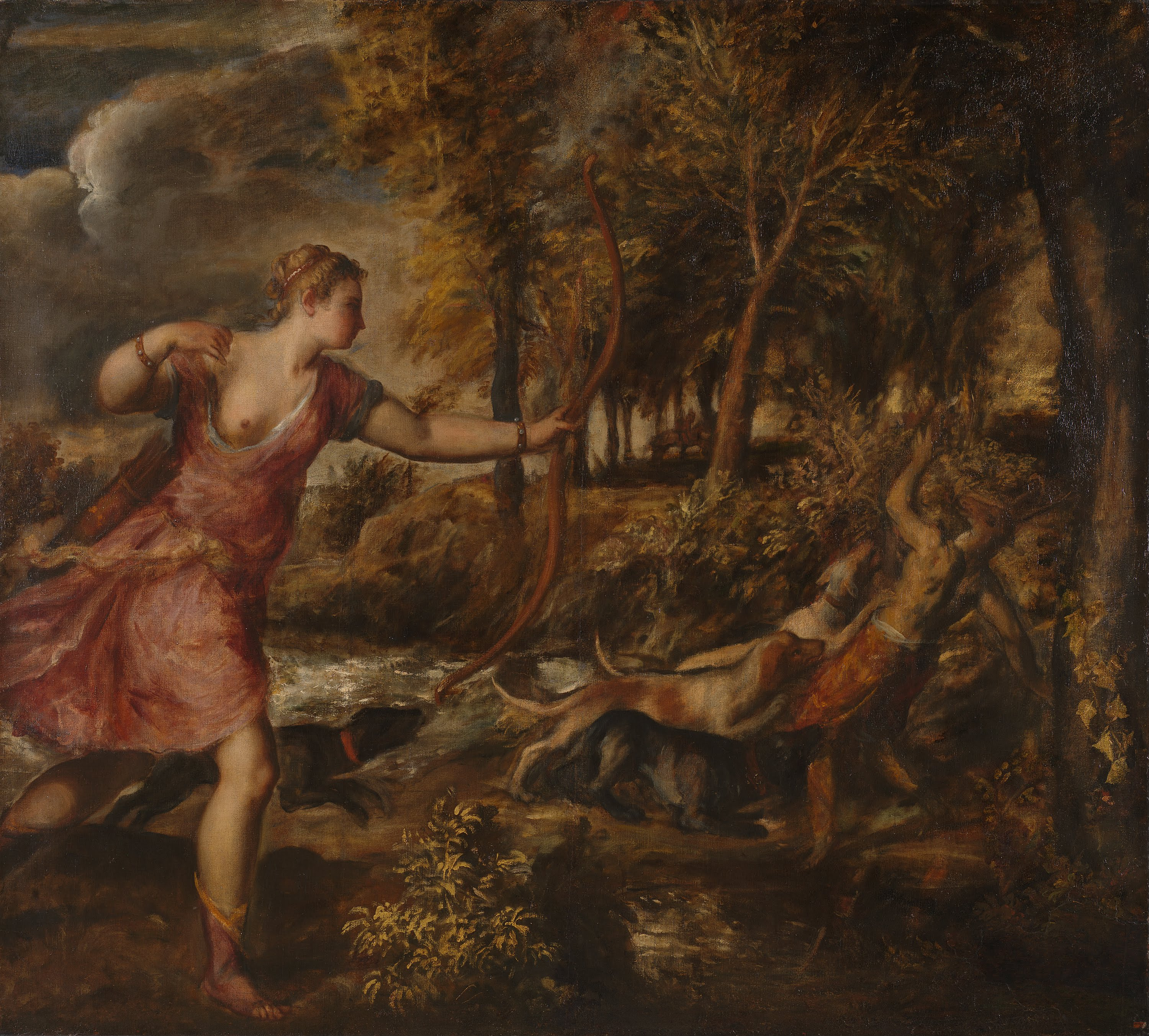
«Смерть Актеона»